# Канвондо (Республика Корея)
Канвондо́ (кор. 강원특별자치도?, 江原特別自治道?) — провинция в Республике Корея, с административным центром в городе Чхунчхон.
Перед разделением Кореи в 1945 году провинции Канвондо в Южной Корее и Канвондо в Северной Корее были одной административной единицей.

## География и климат

### Климат
Климат муссонный — зимой из-за преобладания континентальных воздушных масс погода относительно сухая и холодная, летом тепло, идут частые дожди. Весной нередки лесные пожары.
Из-за больших перепадов высот климат в разных частях провинции сильно отличается. Горы Тхэбэксан разделяют провинцию на зону побережья и горную зону, которые примерно могут быть соотнесены с регионами Йонсо и Йондок соответственно. Горный район характеризуется большими перепадами температур в течение суток, средняя температура относительно низкая, высокие горы покрыты снегом, что позволяет размещать на их склонах горнолыжные курорты. Прибрежный район ввиду влияния океана характеризуется более ровным и тёплым климатом.

### Расположение

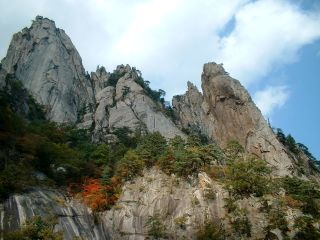
Сораксан, известнейшая гора Канвондо

Канвондо граничит на западе с провинцией Кёнгидо, на юге с провинциями Чхунчхон-Пукто и Кёнсан-Пукто, а на востоке омывается Японским морем. К северу лежит северокорейская часть провинции Канвондо. Большая часть провинции покрыта горами, в основном горами Тхэбэксан (Тхэбэк-санмэк), которые простираются до севера Корейского полуострова.

### Топография
Большую часть территории Канвондо занимают горы. Больших равнинных пространств практически нет, самые большие из них — это прибрежные полосы в Канныне, Тонхэ и Сокчхо. В окрестностях Чхунчхона, Вонджу и Чхорвона имеются долины различной величины. Хребет Тхэбэк становится ниже к востоку, оставляя равнинным морское побережье провинции. На западе горы Тхэбэк простираются до района Сеула. Значительная часть региона Йонсо занята альпийскими лугами и высокогорными пастбищами.
В горах Тхэбэк берёт начало несколько крупных рек, таких как Ханган и Нактонган, являющихся главными водными источниками Республики Корея, само название «Канвон» означает по-корейски «речной источник». Наиболее важными в инфраструктуре Канвондо являются два водных потока, Намханган и Пукханган (южный и северный Ханган соответственно), которые объединяются недалеко от Сеула в реку Ханган. Верхнее течение Пукхангана расположено в ДМЗ, необитаемой ввиду конфронтации между Северной Кореей и Южной Кореей, вследствие чего экологическая обстановка там благоприятна для процветания многих видов растений, животных и рыб. На реках Пукханган и Намханган расположены несколько дамб, обеспечивающих водопроводной водой миллионы людей в Канвондо и прилегающих регионах. На Намхангане также расположена крупная термоэлектростанция.

### Регионы
Канвондо и её северокорейская часть образуют регион Квандон. Регион к западу от гор Тхэбэксан называется Йонсо, а к востоку — Йондон.

## История
Канвондо была одной из восьми провинций Кореи во времена династии Чосон. Она была сформирована в 1395 году, получив своё название от одного из главных городов Каннына (강릉; 江陵) и столицы провинции города Вонджу (원주; 原州).
В 1895 году Канвондо была заменена районом Чхунчхон (Чхунчхонбу; 춘천부; 春川府) на западе и районом Каннын (Каннынбу; 강릉부; 江陵府) на востоке. (Вонджу стал районом Чхунджу).
В 1896 году Корея была снова поделена на тринадцать провинций, и два района были объединены для того, чтобы сформировать заново провинцию Канвондо. Хотя Вонджу был снова присоединён к Канвондо, столица переехала в Чхунчхон, где остаётся и поныне.
В 1945, Канвондо (вместе с остальной Кореей) была разделена 38-й параллелью на зоны оккупации США и СССР соответственно на юге и севере, после чего столицей северной части провинции в 1946 году стал присоединившийся к ней Вонсан. В 1948 году южная часть провинции стала частью Республики Корея. В результате войны в Корее в 1953 году граница между южной и северной частями провинции была сдвинута к северу до нынешней ДМЗ. Границы провинции с тех пор остаются неизменными.

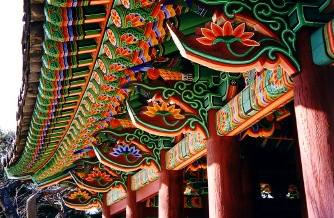
Пагода в Канныне

## Административное деление
Канвондо поделена на 7 городов («си») и 11 уездов («кун»). 8 уездов частично или полностью находятся под контролем КНДР; уезды, неподконтрольные полностью или по большей части, указаны курсивом. Ниже даны их названия на хангыле, ханчче и кириллице.

### Города
- Вонджу (원주시, 原州市)
- Каннын (강릉시, 江陵市)
- Самчхок (삼척시, 三陟市)
- Сокчхо (속초시, 束草市)
- Тонхэ (동해시, 東海市)
- Тхэбэк (태백시, 太白市)
- Чхунчхон (춘천시, 春川市) — административный центр провинции

### Уезды
- Индже (인제군, 麟蹄郡)
- Ичхон (이천군, 伊川郡) — полностью неподконтролен
- Йонволь (영월군, 寧越郡)
- Кимхва (김화군, 金化郡) — большая часть неподконтрольна
- Косон (고성군, 高城郡) — частично неподконтролен
- Пхёнган (평강군, 平康郡) — большая часть неподконтрольна
- Пхёнчхан (평창군, 平昌郡)
- Тхончхон (통천군, 通川郡) — полностью неподконтролен
- Хвачхон (화천군, 華川郡)
- Хвенсон (횡성군, 橫城郡)
- Хвеян (회양군, 淮陽郡) — большая часть неподконтрольна
- Хончхон (홍천군, 洪川郡)
- Чонсон (정선군, 旌善郡)
- Чхорвон (철원군, 鐵原郡) — частично неподконтролен
- Янгу (양구군, 楊口郡) — частично неподконтролен
- Янъян (양양군, 襄陽郡)

## Население

### Состав населения
- Возрастной состав (2005 год):

1. 0-14 лет — мужчин: 142 674, женщин: 130 285;
2. 15-39 лет -мужчин: 292 107, женщин: 261 717;
3. 40-64 лет — мужчин: 216 212, женщин: 208 913;
4. старше 65 — мужчин: 109 667, женщин: 151 553;

- Иностранное население (2005 год):

1. Граждане Республики Корея: 1 533 331;
2. Иностранцы: 7 989;

## Экономика

### Ресурсы
Четыре пятых территории провинции покрыты лесами. Высокогорные культуры и грибы выращиваются в горных частях. Хорошо развито сельское хозяйство，в частности картофелеводство и рисоводство. Полезные ископаемые, обнаруженные в провинции, включают железо, каменный уголь, флюорит, известняк и вольфрам. На территории провинции находятся гидро- и термоэлектростанции.

## Туризм

### Города и зоны отдыха
Главные города провинции — Чхунчхон (столица провинции), Каннын, Сокчхо, Вонджу и Тонхэ. Гора Сораксан (1,708 м) и Одэсан (1,563 м) являются центрами отдыха горнолыжников. Обе они расположены в национальных парках гор Тхэбэк.

## Символы
- Маскот: медведь Ban B.
- Цветок: азалия.
- Дерево: сосна.
- Птица: аист.
- Животное: медведь.